# Lockheed C-141 Starlifter
El Lockheed C-141 Starlifter fue un avión de transporte estratégico que formó parte de la Fuerza Aérea de los Estados Unidos (USAF). Creado como reemplazo de los aviones con motores de pistón, como el Douglas C-124 Globemaster II, el C-141 fue diseñado con los requerimientos creados en los años 60, realizando su vuelo inaugural en 1963. Las entregas de las 285 aeronaves encargadas empezaron en 1965: 284 para el Military Airlift Command de la USAF, y uno para la NASA. La aeronave permaneció en servicio durante cerca de 40 años, hasta que la USAF dio de baja el C-141 del servicio el 5 de mayo de 2006, reemplazando los C-141 con el Boeing C-17 Globemaster III.

## Diseño y desarrollo
A principios de los años sesenta, época en que se diseñó y desarrolló el StarLifter, las responsabilidades de transporte aéreo adjudicadas al MATS (Servicio de Transporte Aéreo Militar) estaban confiadas a una serie de anticuados aparatos de hélice que, aun siendo capaces de transportar los equipos de mayor tamaño, apenas eran adecuados para la nueva doctrina de "respuesta flexible", según la cual las fuerzas estadounidenses deberían poder desplegarse en cualquier rincón del planeta en el menor tiempo posible. Esta política exigía la puesta en servicio de transportes pesados a reacción. Como tendría que pasar algún tiempo antes de que entrase en servicio en cantidades suficientes un avión construido específicamente para tales requerimientos, se adquirió un total de 48 Boeing C-135 Stratolifter, que entraron a formar parte de las unidades del MATS. Más que una solución provisional al problema, estos aparatos ofrecieron al MATS una valiosa y muy necesaria experiencia en la utilización de reactores, reduciéndose así el periodo de adaptación que sería necesario cuando entrase en servicio el C-141. El mayor inconveniente del C-135 residía en que tan sólo tenía puertas de carga laterales, por lo que no podía albergar gran parte del voluminoso equipo necesario para que las tropas transportadas pudiesen constituirse en una fuerza viable y efectiva. Por ello, el MATS se veía obligado a confiar en los veteranos aparatos de transporte pesado, como el Douglas C-124 Globemaster II y el Douglas C-133 Cargomaster, complementados por un considerable número de los igualmente anticuados Douglas C-118 Liftmaster y los más modernos Lockheed C-130 Hercules.

## Variantes

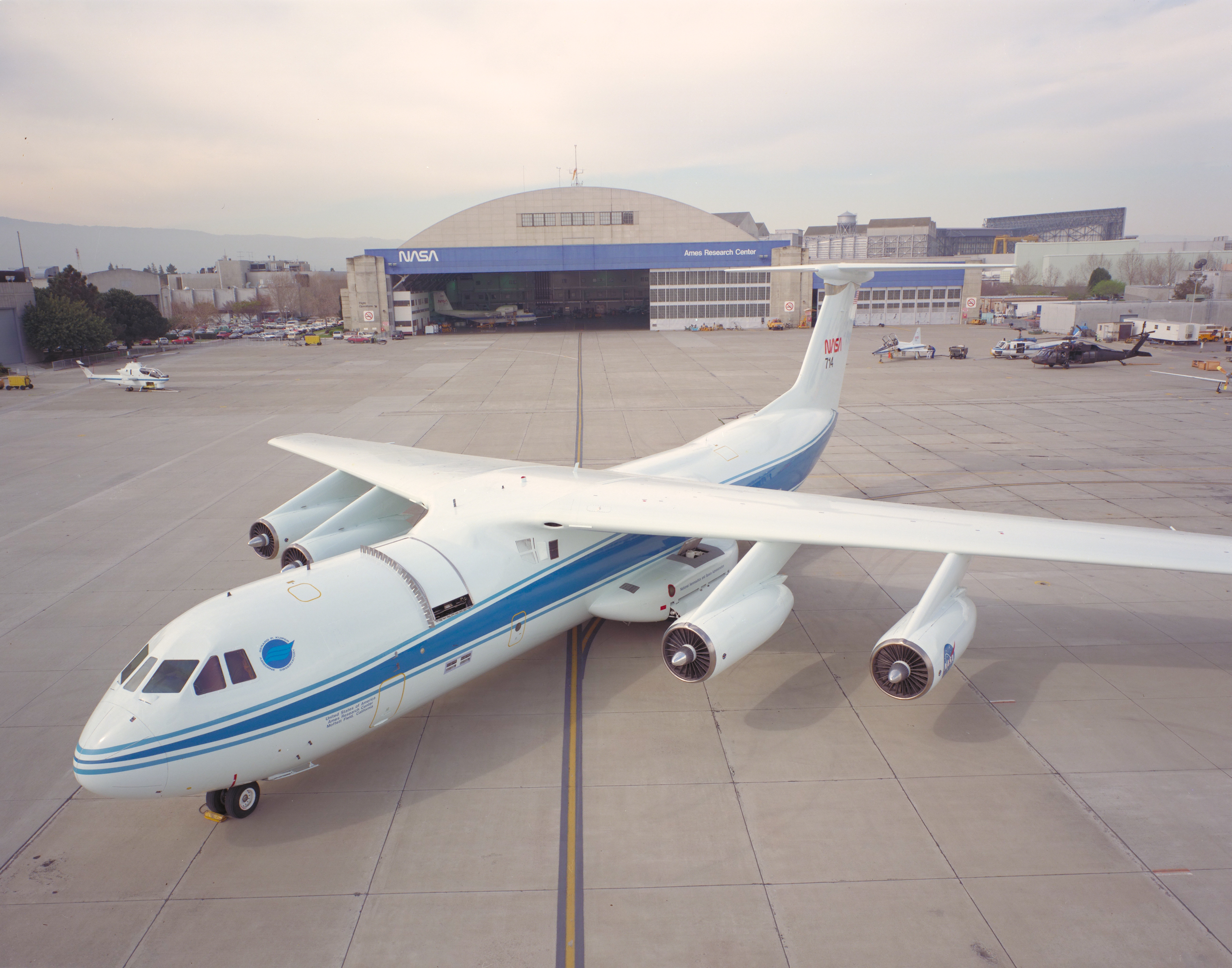
Variante NC-141A de la NASA.

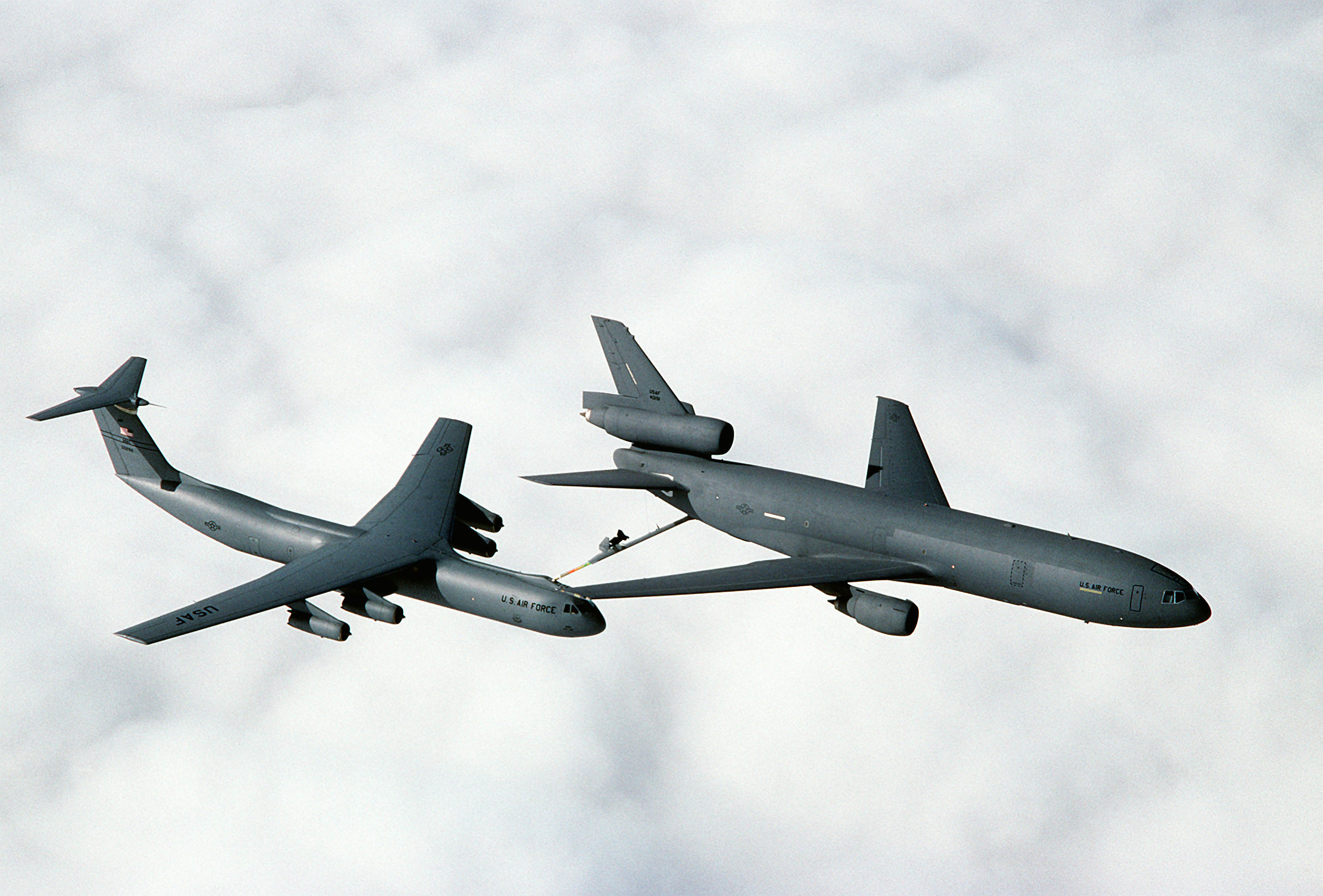
Un C-141B reabasteciéndose de un KC-10 Extender.

C-141A
El primer modelo de la familia Starlifter, designado como C-141A, podía transportar 138 pasajeros o hasta 28 900 kg de carga. El C-141 también podía transportar cargamentos especiales, como el misil intercontinental Minuteman. Pronto, la USAF descubrió que el volumen de la bodega de carga era relativamente escaso en comparación a la capacidad de carga; normalmente se quedaba sin espacio físico antes de alcanzar su límite de peso máximo a transportar.
La NASA se hizo finalmente con el avión de demostración de Lockheed, designado como L-300. El avión fue modificado para albergar el telescopio del Observatorio Aerotransportado Kuiper para su uso a altitudes muy elevadas. Este avión de la NASA fue bautizado como NC-141A y se encuentra actualmente almacenado en el Centro de Investigación de la NASA en Ames, California.
C-141B
Para corregir las deficiencias percibidas en el modelo original, y para utilizar el C-141 al máximo de sus posibilidades, los 270 C-141A que estaban en servicio fueron alargados, añadiendo el volumen de carga necesario. Estas aeronaves modificadas fueron denominadas C-141B. Secciones adicionales de fuselaje fueron añadidas delante y detrás de las alas, alargando el fuselaje en 7,11 metros. También en esta versión se modificó el fuselaje para ofrecerle capacidad de reabastecimiento en vuelo. La conversión de estas aeronaves ser realizó entre 1977 y 1982, realizándose la primera entrega en diciembre de 1979. Se estimó que el programa de alargamiento era equivalente a la compra de 90 nuevas aeronaves, en términos de aumento de capacidad.
SOLL II
En 1994, trece C-141B se modificaron al nivel SOLL II (Special Operations Low-Level II), que ofrecía a la aeronave la capacidad de volar a baja altitud durante la noche, y medidas defensivas mejoradas. Estas aeronaves fueron operadas por el Air Mobility Command, conjuntamente con el Air Force Special Operations Command.
C-141C
Sesenta y tres aeronaves fueron mejoradas en los años 90 al estándar C-141C, con aviónica y sistemas de navegación mejorados, para disponer de una flota de transporte aéreo moderna hasta que el número de Boeing C-17 Globemaster III fuese suficiente para reemplazarlos.

## Operadores
Estados Unidos
- Fuerza Aérea de los Estados Unidos
- NASA

## Especificaciones (C-141B Starlifter)
Referencia datos: Simviation.com

### Características generales
- Tripulación: 5–7 (2 pilotos, 2 ingenieros de vuelo, 1 navegante, 1 especialista en carga (se llevaba rutinariamente un segundo especialista, en los últimos años solo se llevaba al navegante en misiones de lanzamiento mediante paracaídas); 5 tripulantes médicos (2 enfermeras y 3 técnicos sanitarios) en vuelos de evacuación médica)
- Longitud: 51,3 m (168,3 ft)
- Envergadura: 48,8 m (160,1 ft)
- Altura: 12 m (39,4 ft)
- Superficie alar: 300 m² (3229,3 ft²)
- Peso vacío: 65 542 kg (144 454,6 lb)
- Peso máximo al despegue: 147 000 kg (323 988 lb)
- Planta motriz: 4× turbofán Pratt & Whitney TF33-P-7.
  - Empuje normal: 90,1 kN (9187 kgf; 20 255 lbf) de empuje cada uno.

### Rendimiento
- Velocidad máxima operativa (Vno): 912 km/h (567 MPH; 492 kt)
- Alcance: 4723 km (2550 nmi; 2935 mi)
- Alcance en ferry: 9880 m (32 415 ft)
- Techo de vuelo: 12 500 m (41 010 ft)
- Régimen de ascenso: 13,2 m/s (2598 ft/min)
- Carga alar: 490 kg/m² (100,4 lb/ft²)
- Empuje/peso: 0,25

## Aeronaves relacionadas

### Desarrollos relacionados
- Lockheed C-5 Galaxy

### Aeronaves similares
- Airbus A400M
- Kawasaki C-2
- / Antonov An-70
- Ilyushin Il-76

### Secuencias de designación
- Secuencia C-_ (Aviones de Carga del USAAC/USAAF/USAF, 1924-1962): ← C-136 - C-137 -  C-140 - C-141 - C-142
- Secuencia C_-_ (Aeronaves de las Fuerzas Canadienses, 1968-presente): ← CC-138 - CH-139 - CP-140 - CC-141 - CT-142 - CH-143 - CC-144 →